# Recopa Gaúcha 2014
In 2014 werd de eerste Recopa Gaúcha tussen de kampioen van de staatscompetitie en de Super Copa Gaúcha gespeeld. De competitie werd georganiseerd door de  FGF op 13 januari 2014 en werd gewonnen door Pelotas. 

## Deelnemers
| Club          | Stad         | Gekwalificeerd als     | Deelnames |
| ------------- | ------------ | ---------------------- | --------- |
| Internacional | Porto Alegre | Campeonato Gaúcho 2013 | 1ste      |
| Pelotas       | Pelotas      | Super Copa Gaúcha 2013 | 1ste      |

## Recopa
|                       |                                           |       |                        |                                                                                              |
| 13 januari 2014 20:30 | Pelotas                                   | 3 – 2 | Internacional          | Estádio Boca do Lobo, Pelotas Toeschouwers: 2.040 Scheidsrechter: Jean Pierre Gonçalves Lima |
| 13 januari 2014 20:30 | Felipe Garcia 45', 74' César Santiago 69' |       | 16', 43' Cláudio Winck | Estádio Boca do Lobo, Pelotas Toeschouwers: 2.040 Scheidsrechter: Jean Pierre Gonçalves Lima |

| Pelotas | Internacional |

| GK            | 1  | Paulo Sérgio     |        |     |     |
| DF            | 2  | Igor             |        |     |     |
| DF            | 4  | Bruno Salvador   |        |     |     |
| DF            | 3  | Fred             | 55'    |     |     |
| DF            | 6  | Carlos Alexandre |        | '65 |     |
| MF            | 7  | César Santiago   |        |     |     |
| MF            | 5  | Tiago Gaúcho     | 79'    |     |     |
| MF            | 8  | Carlos Alberto   |        | '31 |     |
| MF            | 11 | Jefferson        |        | '57 |     |
| MF            | 10 | Lucas            | 3' 12' |     |     |
| FW            | 9  | Sandro Sotilli   |        | '31 |     |
| Vervangingen: |    |                  |        |     |     |
| GK            | 12 | Roger Kath       |        |     |     |
| DF            | 13 | Lucas Bahia      |        | '84 |     |
| DF            | 14 | Alex             |        | '65 |     |
| MF            | 15 | Felipe Guedes    |        | '31 |     |
| MF            | 16 | Mithyuê          | 86'    | 57  |     |
| FW            | 17 | Felipe Garcia    |        | '31 | '84 |
| FW            | 20 | Kairon           |        |     |     |
| Trainer:      |    |                  |        |     |     |
| Paulo Porto   |    |                  |        |     |     |

| GK            | 1  | Alisson         |     |     |
| DF            | 2  | Claudio Winck   |     |     |
| DF            | 3  | Jean            |     |     |
| DF            | 4  | Thales          | '83 |     |
| DF            | 6  | Raphinha        | 81' |     |
| MF            | 7  | Gladestony      |     | '72 |
| MF            | 8  | Bertotto        |     |     |
| MF            | 5  | Rodrigo Dourado |     |     |
| MF            | 10 | Reis            |     | '65 |
| FW            | 11 | Aylon           | 44' |     |
| FW            | 9  | Nathan          |     | '75 |
| Vervangingen: |    |                 |     |     |
| GK            | 12 | Jandrei         |     |     |
| DF            | 13 | Diogo           |     |     |
| DF            | 14 | PV              |     |     |
| MF            | 15 | Nathan Índio    |     |     |
| MF            | 16 | Fernando Baiano |     | '75 |
| MF            | 17 | Alex Nemetz     |     | '72 |
| FW            | 18 | Bruno Gomes     |     | '65 |
| Trainer:      |    |                 |     |     |
| Clemer        |    |                 |     |     |

| Recopa Gaúcha de 2014       |
| Pelotas                     |
| --------------------------- |
| PELOTAS Kampioen (1° titel) |